# Gran Premio di Gran Bretagna 1956
Il Gran Premio di Gran Bretagna 1956 fu la sesta gara della stagione 1956 del Campionato mondiale di Formula 1, disputata il 14 luglio sul Circuito di Silverstone.
La corsa vide la vittoria di Juan Manuel Fangio su Ferrari, seguito dalla coppia Alfonso de Portago-Peter Collins e da Jean Behra.

## Qualifiche
| Pos | N° | Pilota                  | Auto           | Squadra                   | Tempo | Distacco |
| --- | -- | ----------------------- | -------------- | ------------------------- | ----- | -------- |
| 1   | 7  | Stirling Moss           | Maserati       | Officine Alfieri Maserati | 1:41  | -        |
| 2   | 1  | Juan Manuel Fangio      | Ferrari        | Scuderia Ferrari          | 1:42  | +1       |
| 3   | 23 | Mike Hawthorn           | BRM            | Owen Racing Organisation  | 1:43  | +2       |
| 4   | 2  | Peter Collins           | Ferrari        | Scuderia Ferrari          | 1:43  | +2       |
| 5   | 16 | Harry Schell            | Vanwall        | Vandervell Products Ltd   | 1:44  | +3       |
| 6   | 18 | José Froilán González   | Vanwall        | Vandervell Products Ltd   | 1:44  | +3       |
| 7   | 28 | Roy Salvadori           | Maserati       | Gilby Engineering         | 1:44  | +3       |
| 8   | 3  | Eugenio Castellotti     | Ferrari        | Scuderia Ferrari          | 1:44  | +3       |
| 9   | 24 | Tony Brooks             | BRM            | Owen Racing Organisation  | 1:45  | +4       |
| 10  | 19 | Archie Scott Brown      | Connaught-Alta | Connaught Engineering     | 1:45  | +4       |
| 11  | 20 | Desmond Titterington    | Connaught-Alta | Connaught Engineering     | 1:46  | +5       |
| 12  | 4  | Alfonso de Portago      | Ferrari        | Scuderia Ferrari          | 1:47  | +6       |
| 13  | 8  | Jean Behra              | Maserati       | Officine Alfieri Maserati | 1:47  | +6       |
| 14  | 31 | Horace Gould            | Maserati       | Gould's Garage            | 1:48  | +7       |
| 15  | 9  | Cesare Perdisa          | Maserati       | Officine Alfieri Maserati | 1:49  | +8       |
| 16  | 17 | Maurice Trintignant     | Vanwall        | Vandervell Products Ltd   | 1:49  | +8       |
| 17  | 25 | Ron Flockhart           | BRM            | Owen Racing Organisation  | 1:49  | +8       |
| 18  | 15 | Robert Manzon           | Gordini        | Equipe Gordini            | 1:49  | +8       |
| 19  | 11 | Luigi Villoresi         | Maserati       | L Piotti                  | 1:50  | +9       |
| 20  | 29 | Bruce Halford           | Maserati       | Privato                   | 1:51  | +10      |
| 21  | 21 | Jack Fairman            | Connaught-Alta | Connaught Engineering     | 1:51  | +10      |
| 22  | 26 | Bob Gerard              | Cooper-Bristol | Privato                   | 1:53  | +12      |
| 23  | 32 | Paul Emery              | Emeryson-Alta  | Emeryson Cars             | 1:54  | +13      |
| 24  | 12 | Umberto Maglioli        | Maserati       | Scuderia Guastalla        | 1:54  | +13      |
| 25  | 10 | Paco Godia              | Maserati       | Officine Alfieri Maserati | 1:55  | +14      |
| 26  | 14 | Hernando da Silva Ramos | Gordini        | Equipe Gordini            | 1:56  | +15      |
| 27  | 27 | Louis Rosier            | Maserati       | Ecurie Rosier             | 1:59  | +18      |
| 28  | 30 | Jack Brabham            | Maserati       | Privato                   | 2:01  | +20      |

## Gara
| Pos | N° | Pilota                                 | Costruttore    | Giri | Tempo/Causa Ritiro | Pos. griglia | Punti |
| --- | -- | -------------------------------------- | -------------- | ---- | ------------------ | ------------ | ----- |
| 1   | 1  | Juan Manuel Fangio                     | Ferrari        | 101  | 2:59:47.0          | 2            | 8     |
| 2   | 4  | Alfonso de Portago Peter Collins       | Ferrari        | 100  | +1 Giro            | 12           | 3     |
| 3   | 8  | Jean Behra                             | Maserati       | 99   | +2 Giri            | 13           | 4     |
| 4   | 21 | Jack Fairman                           | Connaught-Alta | 98   | +3 Giri            | 21           | 3     |
| 5   | 31 | Horace Gould                           | Maserati       | 97   | +4 Giri            | 14           | 2     |
| 6   | 11 | Luigi Villoresi                        | Maserati       | 96   | +5 Giri            | 19           |       |
| 7   | 9  | Cesare Perdisa                         | Maserati       | 95   | +6 Giri            | 15           |       |
| 8   | 10 | Paco Godia                             | Maserati       | 94   | +7 Giri            | 25           |       |
| 9   | 15 | Robert Manzon                          | Gordini        | 94   | +7 Giri            | 18           |       |
| 10  | 3  | Eugenio Castellotti Alfonso de Portago | Ferrari        | 92   | +9 Giri            | 8            |       |
| 11  | 26 | Bob Gerard                             | Cooper-Bristol | 88   | +13 Giri           | 22           |       |
| Rit | 7  | Stirling Moss                          | Maserati       | 94   | Asse               | 1            | 1     |
| Rit | 16 | Harry Schell                           | Vanwall        | 87   | Sistema benzina    | 5            |       |
| Rit | 20 | Desmond Titterington                   | Connaught-Alta | 74   | Motore             | 11           |       |
| Rit | 17 | Maurice Trintignant                    | Vanwall        | 74   | Sistema benzina    | 16           |       |
| Rit | 14 | Hernando da Silva Ramos                | Gordini        | 71   | Asse               | 26           |       |
| Rit | 2  | Peter Collins                          | Ferrari        | 64   | Pressione olio     | 4            |       |
| Rit | 28 | Roy Salvadori                          | Maserati       | 59   | Sistema benzina    | 7            |       |
| Rit | 24 | Tony Brooks                            | BRM            | 39   | Incidente          | 9            |       |
| Rit | 23 | Mike Hawthorn                          | BRM            | 24   | Trasmissione       | 3            |       |
| Rit | 27 | Louis Rosier                           | Maserati       | 23   | Problema elettrico | 27           |       |
| Rit | 29 | Bruce Halford                          | Maserati       | 22   | Motore             | 20           |       |
| Rit | 12 | Umberto Maglioli                       | Maserati       | 21   | Cambio             | 24           |       |
| Rit | 19 | Archie Scott Brown                     | Connaught-Alta | 16   | Trasmissione       | 10           |       |
| Rit | 32 | Paul Emery                             | Emeryson-Alta  | 12   | Accensione         | 23           |       |
| Rit | 30 | Jack Brabham                           | Maserati       | 3    | Motore             | 28           |       |
| Rit | 25 | Ron Flockhart                          | BRM            | 2    | Motore             | 17           |       |
| Rit | 18 | José Froilán González                  | Vanwall        | 0    | Trasmissione       | 6            |       |

## Statistiche

### Piloti
- 19ª vittoria per Juan Manuel Fangio
- 1° e unico podio per Alfonso de Portago
- 1º Gran Premio per Tony Brooks, Bruce Halford e Paul Emery
- 1° e unico Gran Premio per Archie Scott Brown e Desmond Titterington

### Costruttori
- 24° vittoria per la Ferrari
- 1º Gran Premio per la Emeryson

### Motori
- 24° vittoria per il motore Ferrari  (in realtà questo è un Motore V8 costruito dalla Lancia e andrebbe conteggiato Lancia)

### Giri al comando
- Mike Hawthorn (1-15)
- Stirling Moss (16-68)
- Juan Manuel Fangio (69-101)

## Classifica Mondiale
| Pos | Pilota                  | Punti |
| --- | ----------------------- | ----- |
| 1   | Peter Collins           | 22    |
| 2   | Juan Manuel Fangio      | 21    |
| 3   | Jean Behra              | 18    |
| 4   | Stirling Moss           | 13    |
| 5   | Pat Flaherty            | 8     |
| 6   | Eugenio Castellotti     | 7.5   |
| 7   | Sam Hanks               | 6     |
|     | Paul Frère              | 6     |
| 9   | Mike Hawthorn           | 4     |
|     | Don Freeland            | 4     |
|     | Luigi Musso             | 4     |
| 12  | Harry Schell            | 3     |
|     | Johnnie Parsons         | 3     |
|     | Jack Fairman            | 3     |
|     | Alfonso de Portago      | 3     |
|     | Cesare Perdisa          | 3     |
| 17  | Hernando da Silva Ramos | 2     |
|     | Luigi Villoresi         | 2     |
|     | Dick Rathmann           | 2     |
|     | Horace Gould            | 2     |
|     | Olivier Gendebien       | 2     |
| 22  | Chico Landi             | 1.5   |
|     | Gerino Gerini           | 1.5   |
| 24  | Paul Russo              | 1     |